# Deirdre Henty-Creer
Deirdre Henty-Creer (28 de dezembro de 1918 – 9 de janeiro de 2012) foi uma pintora australiana conhecida pelos seus estudos de flores e retratos que passou durante a maior parte da sua carreira na Grã-Bretanha.
Henty-Creer foi educada em privado e uma artista autodidata. Durante a Segunda Guerra Mundial trabalhou para o Ministério da Informação em Londres e, em 1941, fez uma exposição individual na Fine Art Society. Ela também expôs na Royal Academy e no New English Art Club. Várias empresas de impressão produziram reproduções do seu trabalho. Henty-Creer representou a Grã-Bretanha no evento de pintura da competição de arte nos Jogos Olímpicos de Verão de 1948. A sua irmã, Pam Mellor, também era artista.